# Val-de-Virieu
Val-de-Virieu község Franciaország Auvergne-Rhône-Alpes régiójában, Isère megyében. Új községként 2019. január 1-jén jött létre Panissage és Virieu község egyesítésével. Lakosainak száma 1534 fő (2022. január 1.).

## Népesség
| Lakosok száma | 1539 | 1537 | 1537 | 1536 | 1535 | 1534 |
|               | 2017 | 2018 | 2019 | 2020 | 2021 | 2022 |